# Private Media Group
Private Media Group, Inc. ist eine Unternehmensgruppe im Bereich der Erwachsenenunterhaltung (Porno) mit Sitz in den USA. Das Unternehmen wurde 1965 von Berth Milton sr. in Stockholm (Schweden) gegründet und wird von Berth Milton weitergeführt. Die Aktie des Unternehmens ist im Nasdaq notiert und wurde ab 2002 am Neuen Markt der Deutschen Börse gehandelt.

## Geschichte
Der Schwede Berth Milton veröffentlichte erstmals 1965 das Hardcoremagazin Private. 1991 löste Berth Milton jr. seinen Vater als Haupteigentümer des Unternehmens ab. Unter ihm machte Private 1992 den Schritt zur Videoproduktion. 1995 folgten das Internet und die Umbenennung zum heutigen Namen Private Media Group. 1996 ging die Website private.com online.
Im gleichen Jahr schloss Private einen Kooperationsvertrag mit Playboy zur Ausstrahlung von Hardcorefilmen bei Playboys Bezahlfernsehsendern. Dadurch wurde der Einstieg in das Bezahlfernsehen vollzogen. Heute besitzt das Unternehmen die Sender Private Gold, Private Blue, Private Fantasy und Private Girls.
2001 wurde das Internetkasino PrivateCasino.com vorgestellt, und ein Jahr darauf wurde in der Melrose Avenue in L.A. das erste Geschäft mit Kleidung der Marke Private eröffnet. Mit diesen Schritten versucht Private, sich ein Standbein außerhalb der Pornoindustrie zu schaffen. Das Unternehmen wollte auch die Musiktauschbörse Napster übernehmen, den Zuschlag bekam für 5 Millionen Dollar jedoch Roxio.
Im Jahr 2003 bot Private erstmals den Service Video-on-Demand an.
Im August 2008 gab die Private Media Group bekannt, dass sie eine Allianz mit Marc Dorcel geschlossen hat, um auf dem Heimvideomarkt zusammenzuarbeiten. Die Zusammenarbeit begann mit einem dreijährigen DVD-Vertriebsabkommen für Frankreich.

## Branche, Marktsegment und wirtschaftliche Angaben
Private produziert seit 1992 pornografische Filme, anfangs vorwiegend im Gonzo-Stil. Anfang des 21. Jahrhunderts waren viele Produktionsfirmen gezwungen, Kosten zu senken, da durch Gonzo-Amateurfilme, die den Markt überschwemmten, die Preise fielen. Dies hatte zur Folge, dass die Qualität und das Niveau von Pornofilmen allgemein sank. Private ging jedoch einen anderen Weg und drehte von nun ab vorwiegend High-Class-Filme. So kosten Filme bei Private im Schnitt 100.000 Dollar, das ist etwa fünfmal so viel wie die durchschnittlichen Produktionskosten eines Pornofilmes.
Im Geschäftsjahr 2004 konnte das Unternehmen einen Umsatz von 48,3 Millionen Dollar erwirtschaften. Hauptabsatzmarkt sind Süd- und Nordamerika sowie Europa, dort vor allem die Länder Schweden und Spanien.
Anteile am Gewinn 2004:
| DVD  | Magazine | Internet | Bezahlfernsehen | Video |
| ---- | -------- | -------- | --------------- | ----- |
| 55 % | 14 %     | 14 %     | 11 %            | 6 %   |

## Cast
Bis 1999 und wieder seit 2005 ist der Franzose Pierre Woodman für Private tätig. Woodman ist einer der profiliertesten Regisseure und Fotografen von Private und produziert an Drehorten in aller Welt zahlreiche aufwendige Filme für das Unternehmen. 2003 produzierte Private den mit 1,9 Millionen Dollar Budget teuersten Hardcorefilm Millionaire, der 2004 mit dem Venus Award für den besten europäischen Film ausgezeichnet wurde.
Zahlreiche heutige Stars der Branche gaben bei Private ihr Debüt oder wurden erst hier berühmt. Beispiele dafür sind:
- Tania Russof,
- Michelle Wild,
- Monica Sweetheart,
- Rita Faltoyano,
- Sarah Young,
- Tabatha Cash,
- Silvia Saint,
- Laura Angel,
- Nikky Andersson,
- Julia Taylor,
- Tímea Vágvölgyi oder
- Jana Cova

## Ausgewählte Filme
- The Pyramid (1996): Hot d’Or – Meilleur Film Européen
- Private Gladiator (2002): AVN Award 2003 als „Best Foreign Feature“
- Cleopatra (2003): Venus Award 2003 als Bester Film Europa, Empire Award als „Best Foreign DVD“
- The Scottish Loveknot (2003): AVN Award 2004 als „Best Foreign Feature“
- Millionaire (2004): Venus Award 2004 als „Bester europäischer Film“
- Robinson Crusoe on Sin Island (2005): AVN Award 2006 als „Best Foreign Feature“
- Porn Wars – Episode I (2006): AVN Award 2007 als „Best Foreign Feature“
- Sex City (2006): Eroticline Award 2006 als Bester Film International
- Jason Colt – The Mystery of the Sexy Diamonds (2008): AVN Award 2009 als „Best Foreign Feature“